# Cryptoblepharus
Cryptoblepharus Wiegmann, 1834 è un genere di sauri della famiglia Scincidae.

## Distribuzione e habitat
Le specie di questo genere sono diffuse nelle aree costiere e nelle isole del versante africano dell'oceano Indiano, in Indonesia, in Australia e nelle isole dell'oceano Pacifico sino alle Figi e all'arcipelago di Ogasawara.

## Tassonomia
Il genere comprende le seguenti specie:
- Cryptoblepharus adamsi Horner, 2007
- Cryptoblepharus africanus (Sternfeld, 1918)
- Cryptoblepharus ahli Mertens, 1928
- Cryptoblepharus aldabrae (Sternfeld, 1918)
- Cryptoblepharus ater (Boettger, 1913)
- Cryptoblepharus australis (Sternfeld, 1918)
- Cryptoblepharus balinensis Barbour, 1911
- Cryptoblepharus bitaeniatus (Boettger, 1913)
- Cryptoblepharus boutonii (Des Jardin, 1831)
- Cryptoblepharus buchananii (Gray, 1838)
- Cryptoblepharus burdeni Dunn, 1927
- Cryptoblepharus caudatus (Sternfeld, 1918)
- Cryptoblepharus cognatus (Boettger, 1881)
- Cryptoblepharus cursor Barbour, 1911
- Cryptoblepharus cygnatus Horner, 2007
- Cryptoblepharus daedalos Horner, 2007
- Cryptoblepharus egeriae (Boulenger, 1888)
- Cryptoblepharus eximius Girard, 1857
- Cryptoblepharus exochus Horner, 2007
- Cryptoblepharus fuhni Covacevich & Ingram, 1978
- Cryptoblepharus furvus Horner, 2007
- Cryptoblepharus gloriosus (Stejneger, 1893)
- Cryptoblepharus gurrmul Horner, 2007
- Cryptoblepharus juno Horner, 2007
- Cryptoblepharus keiensis (Roux, 1910)
- Cryptoblepharus leschenault (Cocteau, 1832)
- Cryptoblepharus litoralis (Mertens, 1958)
- Cryptoblepharus megastictus Storr, 1976
- Cryptoblepharus mertensi Horner, 2007
- Cryptoblepharus metallicus (Boulenger, 1887)
- Cryptoblepharus nigropunctatus (Hallowell, 1861)
- Cryptoblepharus novaeguineae Mertens, 1928
- Cryptoblepharus novocaledonicus Mertens, 1928
- Cryptoblepharus novohebridicus Mertens, 1928
- Cryptoblepharus ochrus Horner, 2007
- Cryptoblepharus pannosus Horner, 2007
- Cryptoblepharus plagiocephalus (Cocteau, 1836)
- Cryptoblepharus poecilopleurus (Wiegmann, 1836)
- Cryptoblepharus pulcher (Sternfeld, 1918)
- Cryptoblepharus quinquetaeniatus (Günther, 1874)
- Cryptoblepharus renschi Mertens, 1928
- Cryptoblepharus richardsi Horner, 2007
- Cryptoblepharus ruber Börner & Schüttler, 1981
- Cryptoblepharus rutilus (Peters, 1879)
- Cryptoblepharus schlegelianus Mertens, 1928
- Cryptoblepharus tytthos Horner, 2007
- Cryptoblepharus ustulatus Horner, 2007
- Cryptoblepharus virgatus (Garman, 1901)
- Cryptoblepharus voeltzkowi (Sternfeld, 1918)
- Cryptoblepharus wulbu Horner, 2007
- Cryptoblepharus xenikos Horner, 2007
- Cryptoblepharus yulensis Horner, 2007
- Cryptoblepharus zoticus Horner, 2007